# Calochlaena javanica
Calochlaena javanica là một loài dương xỉ trong họ Dicksoniaceae. Loài này được Blume M.D. Turner & R.A. White mô tả khoa học đầu tiên năm 1988.